# Ballymurn
Ballymurn är en ort i republiken Irland. Den ligger i grevskapet Loch Garman och provinsen Leinster, i den sydöstra delen av landet. Ballymurn ligger 69 meter över havet och antalet invånare är 464.
Terrängen runt Ballymurn är platt. Trakten runt Ballymurn består i huvudsak av jordbruksmark och lite skog.